# Johann Eck
Johann Mayer von Eck (ur. 13 listopada 1486 w Egg an der Günz, zm. 13 lutego 1543 w Ingolstadt) – teolog, obrońca tradycyjnego katolicyzmu podczas reformacji, adwersarz Marcina Lutra.
O edukację Johanna zadbał jego wuj, Marcin Mayer, duchowny parafii w Rottenburgu. W wieku 12 lat posłał go na Uniwersytet w Heidelbergu, a następnie w Tybindze. Johann studiował tam nauki teologiczne i ekonomiczne, w 1501 wyjechał jednak z powodu plagi i osiadł we Fryburgu Bryzgowijskim, najpierw jako student teologii i prawa, później jako wykładowca. W 1508 wszedł do stanu duchownego w Strasburgu i po dwóch latach później otrzymał doktorat z teologii.
W 1506 roku opublikował swoją pierwszą pracę, dał się też poznać jako mówca i orator. W późniejszych latach wydawał liczne publikacje (szczególnie broniąc tradycyjnej katolickiej wizji predestynacji), jak również komentarze Biblii.

## Dysputa lipska
W 1519 roku odbyła się słynna dysputa lipska pomiędzy Eckiem a Lutrem, podczas której ten pierwszy był zobowiązany ośmieszać luterańskie tezy. Z tego też okresu pochodzi opis postaci i charakteru Ecka, napisany przez bezstronnego, naocznego świadka Piotra Moselanusa (jednak jego zdanie nie było powszechnie podzielane):

Eck jest człowiekiem wysokiej i barczystej postawy, ma silny, prawdziwie niemiecki głos, silną budowę tak iż nie tylko do teatru, ale także i na herolda w wojsku by się nadawał. Jednak głos jego jest bardziej gruby niż doniosły, i nie ma bynajmniej tego czystego dźwięku jaki Fabiusz i Cycero zachwalają. Usta, oczy i cała twarz jego każą prędzej domyślać się w nim rzeźnika lub żołnierza niż teologa. Co zaś się jego głowy tyczy to ma on wyborną pamięć. Gdyby jednak rozum jego był równie wyborny, byłby doskonałym człowiekiem. Brak mu jednak talentu szybkiego pojmowania rzeczy, tudzież bystrości myślenia, bez czego wszystkie inne zdolności są niczym. Do tego jeszcze przytacza w czasie dyskusji tyle wyroków biblijnych, tyle zdań nauczycieli Kościoła i różnych innych argumentów bez jakiegokolwiek względu na ich treść, bynajmniej o to nie dbając, jak bardzo są one oziębłe, jak do rzeczy nie pasują, jak są udane i sofistyczne ... Przy tym odznacza się niesłychanym zuchwalstwem, które potrafi nader podstępnie przykrywać. Znalazłszy się bowiem w kłopocie porzuca naraz swój temat i natychmiast gada o czymś innym; niekiedy znowu przywłaszcza sobie nagle zdanie przeciwnika ubierając je w inne słowa, a swoje niedorzeczne twierdzenia z niezmierną przebiegłością wkłada w jego usta.

Dyskusja w Lipsku wykazała niemożliwość pogodzenia stanowiska Lutra z tradycyjnym nauczaniem Kościoła rzymskiego przede wszystkim odnośnie do władzy papieskiej. Eck w przeciwieństwie do Lutra uważał, że tylko władza papieska jest gwarantem jedności Kościoła, dlatego posunął się do zaatakowania Lutra podejrzeniem o powtarzanie niektórych poglądów Husa. Luter przyznał, że niektóre artykuły Husa potępione na Soborze w Konstancji są „całkowicie chrześcijańskie”, co Eck łatwo wykorzystał do ośmieszenia Lutra jako heretyka powtarzającego nauki potępione na Soborze w Konstancji w 1415 r.
Debata została przerwana 27 lipca przez księcia Jerzego, który pilnie potrzebował wykorzystać salę zamkową do innych celów. Eck ogłosił się samozwańczo jej zwycięzcą i odbierał prezenty i honory z rąk władz Uniwersytetu w Lipsku oraz przełożonych i możnych. Jednak rok później, kiedy przyjechał do Lipska z bullą Exsurge Domine spotkał się tam z tak stanowczym oporem studentów Uniwersytetu (w liczbie ok. 150), że w obawie o swe życie musiał ratować się ucieczką do pobliskiego klasztoru. 

## Potępienie Lutra i jego zwolenników
W Rzymie, w przeciwieństwie do Niemiec, bardzo ceniono Ecka jako „niezmordowanego szermierza prawdziwej wiary”. W styczniu 1520 roku Leon X zaprosił go do Rzymu, gdzie Eck wręczył papieżowi swoje najnowsze dzieło broniące władzy papieskiej przeciwko twierdzeniom Lutra De primate Petri adversus Ludderum (Ingolstadt, 1520). W nagrodę za to dzieło otrzymał urząd papieskiego protonotariusza.
Jednocześnie Eck starał się, przez jakiś czas bezskutecznie, doprowadzić do potępienia Lutra i jego zwolenników. Efektem jego energicznych zabiegów, do których włączyli się Mistrz Świętego Pałacu Silvestro Mazzolini da Prierio, prefekt Biblioteki Watykańskiej Girolamo Aleandro oraz kardynałowie de Vio i Lorenzo Campeggio, były cztery posiedzenia konsystorza, na których opracowano bullę Exsurge Domine. Eck otrzymał godność nuncjusza papieskiego i był jedną z trzech osób, którym powierzono promulgację i wykonanie tej bulli.
Promulgacja i wykonanie Exsurge Domine przebiegała w Europie Zachodniej bez przeszkód, jednak w Wiedniu i w północnych Niemczech Eck napotkał na silny opór – m.in. uniwersytetów w Lipsku, Erfurcie, Wittenberdze. W Saksonii miał powody obawiać się o swoje życie i chronił się w klasztorach.
18 lutego 1521 roku wystosował list do Karola V Epistola ad Carolum V, w którym wzywał cesarza do podjęcia działań przeciwko Lutrowi.
Eck był już w tym czasie osobą bardzo niepopularną w Niemczech i historycy katoliccy zgodnie przyznają, że wybranie Ecka do tej roli znacznie przyczyniło się do rozwoju Reformacji.

## Dalsza działalność Ecka
W latach 1521–1522 Eck przebywał ponownie w Rzymie, gdzie zdawał relację z rezultatów swojej nuncjatury.
Po powrocie z Rzymu przystąpił z wielką energia do działań przeciwko luteranom. Dzięki jego wpływom (książę Bawarii był początkowo przeciwny takim działaniom), w 1522 roku wdrożono w Bawarii edykt religijny, na mocy którego senat Uniwersytetu w Ingolstadt otrzymał uprawnienia trybunały Inkwizycji, zapoczątkowując tym samym okres wieloletnich prześladowań religijnych.
W 1523 roku Eck wyjechał do Rzymu po raz trzeci, gdzie w uznaniu za wdrożenie polityki represji w Bawarii uzyskał dla księcia Bawarii cenne koncesje kościelne.
Eck kontynuował działalność polemiczną przeciwko reformatorom. Oprócz obowiązków związanych z działalnością inkwizycji, co roku wydawał co najmniej jedno dzieło polemiczne, w którym bronił m.in. katolicką naukę o Mszy św., czyśćcu, odpustach, kulcie obrazów, spowiedzi usznej. W 1525 roku wydał w Landshut swoje słynne dzieło przeciwko Melanchtonowi i Zwingliemu, zatytułowane Enchiridion locorum communium adversus Lutherum et alios hostes ecclesiae, które do 1576 roku ukazało się w 46 wydaniach.
W okresie od 21 maja do 18 czerwca 1526 roku brał udział w publicznej debacie na temat nauki o transsubstancjacji przeciwko szwajcarskiemu reformatorowi Oekolampadiusowi. Dysputa ta zakończyła się zdecydowanym zwycięstwem Ecka, który po tym nakłonił władze do wszczęcia prześladowań przeciwko Zwingliemu i jego zwolennikom.
W styczniu 1528 roku odbyła się w Bernie kolejna dysputa teologiczna, gdzie pod nieobecność Ecka wygrali zdecydowanie reformatorzy.
W 1530 roku brał udział w Sejmie w Augsburgu, gdzie był najważniejszym teologiem katolickim. Zasiadał w komisji, której powierzono przygotowanie odpowiedzi na Konfesję Augsburską luteran. Odpowiedź ta znana jako Konfutacja Konfesji Augsburskiej, została przygotowana 13 lipca 1530, jednak cesarz Karol V nie przyjął jej ze względu na jej zbyt dużą objętość oraz zjadliwy język i zalecił rewizję refutacji. Po pięciu poprawkach 13 sierpnia Refutacja została ostatecznie odczytana przed Sejmem w tej samej kaplicy, w której odczytano Konfesję Augsburską.
W tym samym miesiącu Eck brał udział w obradach komisji teologicznej, wyznaczonej przez cesarza do omówienia i pogodzenia różnic pomiędzy luteranami a katolikami. Działania te okazały się jednak bezowocne.
W 1540 roku brał udział w kolokwium w Wormacji, gdzie zaczął okazywać pewne oznaki skłonności do kompromisu w kwestii nauki o usprawiedliwieniu. W styczniu 1541 roku udało mu się wywrzeć pozytywne wrażenie na Melanchtonie swoim podejściem do doktryny o usprawiedliwieniu przez wiarę; jednak po kilku miesiącach na Sejmie w Ratyzbonie zmienił swoje stanowisko na całkowicie przeciwne.
Ostatnim ważnym etapem działalności Ecka był jego konflikt z Martinem Bucerem, dotyczącym antykatolickiej wymowy relacji Bucera o obradach sejmu w Ratyzbonie w 1541 roku.

## Antysemityzm Ecka
W 1541 roku Eck opublikował polemikę przeciwko zaleceniom norymberskiego reformatora Andreasa Osiandra, który zwalczał średniowieczne uprzedzenia wobec Żydów i oskarżanie ich o mordowanie dzieci chrześcijańskich, bezczeszczenie hostii i zatruwanie studni. Eck w swej polemice zatytułowanej Ains Juden-büechlins Verlegung oskarżał Osiandra o ochranianie Żydów, nazwał go „żydowskim ojcem” i nie mniej niż 19 razy szydził z Żydów, nazywając ich „bluźnierczą rasą” (cyt. według Heiko A. Oberman, The Roots of Antisemitism in the Age of Renaissance and Reformation, tr. James I. Porter, Philadelphia: Fortress Press, 1984, s. 4-5, 17, 36-37, 42, 46-47, 58, 72-73, 87, 91, 101, 121, 135).
Stosunek Ecka do Żydów nie wyróżniał się spośród mu współczesnych. Pisma o wydźwięku antyżydowskim wychodziły m.in. również spod pióra przeciwnika Johanna Ecka – Marcina Lutra.

## Poglądy Ecka
Eck w swoich wypowiedziach wygłaszał czasami tezy niezgodne z nauką Kościoła rzymskiego – szczególnie w kwestiach dotyczących wolności woli i usprawiedliwienia, w których bronił semipelagianizmu (jest to wyraźnie widoczne w jego dziele Chrysopassus z 1514 roku).
Eck – wbrew opozycji biskupa Eichstadtu – bronił pożyczania pieniędzy na procent.
Niektóre jego poglądy zostały potępione na Soborze Trydenckim (dekret o Usprawiedliwieniu), bez wymieniania go jako ich autora.

## Biblia Ecka
Eck przetłumaczył na język niemiecki (dialekt szwabski) Biblię, która ukazała się po raz pierwszy w 1537 roku u Aleksandra Weissenhorna w Augsburgu w formacie folio. Był to trzeci katolicki przekład w języku niemieckim po wydaniu Lutra. Wydania katolickie miały na celu wyparcie Biblii Lutra. W swoim wydaniu Eck naśladował przekład Lutra na tyle, na ile pozwalał na to tekst źródłowy (łacińska Wulgata). Jego przekład zawierał dodatkowo (w załączniku): Modlitwę Manassesa, 3 Księgę Machabejską oraz List apostoła Pawła do Laodycejczyków.